# Щокін Вадим Петрович
Вадим Петрович Щокін (*8 вересня 1974, Кривий Ріг) — український вчений, лауреат премії Президента України для молодих вчених (2005), доктор технічних наук (2012), професор (2013).
У 1996 році закінчив Криворізький технічний університет за спеціальністю «Електропривод і автоматизація промислових установок та технологічних комплексів».
У 2000 році захистив дисертацію на здобуття наукового ступеня кандидата технічних наук у галузі автоматизації технологічних процесів.
У 2000 році присвоєно вчене звання доцента по кафедрі Електромеханіка.
У 2012 році захистив дисертацію на здобуття наукового ступеня доктора технічних наук у галузі автоматизації процесів керування.
У 2013 році присвоєно вчене звання професора по кафедрі Електропостачання та енергетичного менеджменту.
Коло наукових інтересів: інтелектуальні системи керування технологічними процесами, fuzzy logic, Neural Networks, промислова екологія, цивільна безпека.
Автор понад 180 наукових робіт серед яких монографії і патенти.
Публікації про Вадима Щокіна:
- Видавництво ЛОГОС УКРАЇНА "Почесні імена України - еліта держави": https://logos-ukraine.com.ua/project/index.php?project=piued7&id=3379
- Кривий Ріг LIFE: https://krlife.com.ua/news/vadim-shchok-n-novii-direktor-naukovo-dosl-dnogo-g-rnichorudnogo-nstitutu-knu/
- Видавництво KRYVYI-RIH: https://kryvyi-rih.name/uk/eternal-3829-rozrobky-profesora-vadyma-shhokina-z-kryvogo-rogu

## Посади
- 28.09.2022р. призначено на посаду директора Науково-дослідного гірничорудного інституту, як обраного за конкурсом: https://nigri.dp.ua/news/dyrektorom-ndgri-pryznacheno-v-shhokina/
- з 2020 року депутат Дніпропетровської обласної ради VIII скликання;
- з грудня 2020 року заступник голови постійної комісії Дніпропетровської обласної ради з питань екології та енергозбереження;
- з вересня 2019 року член Галузевої експертної ради 14 Національного агентства із забезпечення якості вищої освіти  [Архівовано 14 жовтня 2019 у Wayback Machine.];
- з 2012 року до 2023р. професор кафедри Електропостачання та енергетичного менеджменту ДВНЗ «Криворізький національний університет»;
- з 2012 року до 2016 року завідувач кафедри Електропостачання та енергетичного менеджменту ДВНЗ «Криворізький національний університет»;
- з 2013 року до 2021 року голова Об'єднаної профспілкової організації ДВНЗ «Криворізький національний університет» [Архівовано 17 квітня 2019 у Wayback Machine.];
- з листопада 2015р. до березня 2017р. в.о. завідувач кафедри Інформатики, автоматики і систем управління в Криворізькому національному університеті;
- з 2015р. до 2020р. депутат Дніпропетровської обласної ради VII скликання;
- з 2016 року до жовтня 2019 року директор Науково-дослідного інституту безпеки праці і екології в гірничорудній і металургійній промисловості http://ndibpg.knu.edu.ua/ [Архівовано 12 травня 2017 у Wayback Machine.]
- з жовтня 2019 року по лютий 2020 року завідувач кафедри Електропостачання та енергетичного менеджменту ДВНЗ «Криворізький національний університет»;
- з листопада 2019 року до грудня 2020 року голова постійної комісії Дніпропетровської обласної ради з питань екології та енергозбереження.
- з лютого 2020 року до вересня 2022р. в.о. директора Науково-дослідного гірничорудного інституту Криворізького національного університету;

## Державні нагороди та відзнаки
- лауреат премії Президента України для молодих вчених (2005);
- відмінник освіти України (2011);
- повний кавалер нагрудного знаку м. Кривий Ріг «За заслуги перед містом» (ІІІ ступень - рішення виконкому Криворізької міської ради №201 від 13.06.2012р; ІІ ступінь - рішення виконкому Криворізької міської ради № 419 від 19.08.2020р; І ступінь - рішення виконкому Криворізької міської ради №549 від 10.05.2024р.);
- нагороджений нагрудним знаком Дніпропетровського обласного об'єднання профспілок "Профспілкова пошана" (2016);
- нагороджений нагрудним знаком "За наукові та освітні досягнення" (Наказ Міністерства освіти і науки України №226к від 13.09.2022р.);
- нагороджений Подякою Голови Верховної Ради України (розпорядження Голови ВРУ №264-к від 24.02.2023р.);
- нагороджений Грамотою Верховної Ради України (розпорядження Голови ВРУ №206-к від 12.04.2024).

## Авторські розробки
● Науково-технічна робота за темою "Система автоматичного контролю процесу спікання агломерату", внесена до Переліку інноваційних пріоритетів держави, План науково-технічного розвитку України на 1999-2000рр., пункт 129, розділ 2.4 (гірничорудна промисловість) на підставі Постанови Кабінету Міністрів України від 14.12.98р. № 1 971 п.10, затвердженої Міністерством України у справах науки;
● З 2004 по 2006 рр. відповідальний виконавець науково-технічної роботи, яка фінансувалася з державного бюджету України за напрямком "Розробка найважливіших новітніх технологій науковими установами" в рамках держбюджетної наукової теми №ДЗ/30-2004 від 14.04.04р. - 5.04.3. 
● 2006р. грант Президента України на проведення наукового дослідження відповідно до Розпорядження Президента України № 1279/2005-рп «Про призначення грантів Президента України для підтримки наукових досліджень молодих учених». Наукова робота - Розробка методу та програмного забезпечення нейронечіткого планування енергетичного аудиту на об'єктах енергоємних виробництв.

## Наукові роботи
Автор статей навчально-методичного характеру, статей у журналах, які входять до НБ Scopus та WoS, двох наукових монографій, одного навчального посібника з грифом МОН та одного підручника: 
- Щокін В. П. Інтелектуальні системи управління: аналітичний синтез і методи дослідження / Вадим Петрович Щокін. - Кривий Ріг: ФОП Чернявський, 2010. - 264 с.;
- Щокін В.П. Моделювання складних процесів і систем в області автоматизації з використанням сучасних інформаційних технологій / Щокін В.П., С.П. Голіков, М.З. Кваско, С.Г.Чорний - Київ: Видавництво «Центр навчальної літератури», 2012-214с.;
- Щокін В.П. Моделювання електромеханічних систем / Щокін В.П., Федосов Б.Т., Чорний С.Г., Івановська О.В., Жиленков А.А. - Київ: Кондор-Видавництво 2012.-171с.
- Щокін В.П. Теорія систем керування.  / В.І. Корнієнко, О.Ю. Гусєв, О.В. Герасіна, В.П. Щокін; М-во освіти і науки України, Нац. гірн. ун-т. – Дніпро: НГУ, 2017.-497с.

Scopus/WoS
- Shchokin V. The numerical analysis method of fuzzy-logic control systems stability of agglomerate sintering process / Andrey Uskov, Vadym Shchokin // Metallurgical and Mining Industry. – 2015. – № 12. – P. 38–43.
- Shchokin V. Method of Automated Synthesis of the Fuzzy-Login Systems that Controls Sintering Process / Andrey Uskov, Vadym Shchokin, Valeriy Huz // Metallurgical and Mining Industry. – 2015. – № 12. – P. 26–30.
- Shchokin V. Theoretical foundations of extension of ARMA (AutoRegressive with Moving Average) model with the usage of connectionist technologies (Brain-inspired Systems) / Vadym Shchokin, Olga Shchokina // Metallurgical and Mining Industry. – 2015. – № 2. – P. 11–18.
- Shchokin V. Neuro-fuzzy activation sub-system of effective control channels in adaptive control system of agglomerative process / Vadym Shchokin, Olga Shchokina  // Metallurgical and Mining Industry. – 2015. – № 3. -P. 6-14.
- Shchokin V. The example of application of the developed method of Neuro-Fuzzy rationing of power consumption at JSC "YuGOK" mining enrichment plants [Electronic source] / Vadym Shchokin, Olga Shchokina, Sergiy Berezhniy  // Metallurgical and Mining Industry. – 2015. – № 2. – P. 19–26. Access mode : http://www.metaljournal.com.ua/assets/MMI_2014_6/MMI_2015_2/004-Bereznoi.pdf
- Shchokin V. Automatization of agglomerative production on the base of application of Neuro - Fuzzy controlling systems of the bottom level [Electronic source] / Vadym Shchokin, Viktoriia Tkachuk // Metallurgical and Mining Industry. – 2014. – № 6. – P. 32–39. Access mode : http://www.metaljournal.com.ua/assets/MMI_2014_6/7-Shchokin.pdf
- Shchokin V. The model of use of mobile information and communication technologies in learning computer sciences to future professionals in engineering pedagogy / Tkachuk, V.V., Shchokin, V.P., Tron, V.V. // CEUR Workshop Proceedings. - 2018, 2257. - P. 103–111
- Shchokin V. Application of Leksol (R) surfactant aqueous solution to bind the dust on quarries' roads and reduce the dust emission during large-scale blasts / Shchokin V.P., Ezhov V.V.,  Nalyvaiko V.G.  // Ukrainian journal of ecology. - 2018. -Vol:8, №1. - P.755-761.
- Shchokin V. The fuzzy logic controllers synthesis method in the vector control system of the wind turbine doubly-fed induction generator / Uskov, A., Shchokin, V., Mykhailenko, O., Kryvenko, O. // E3S Web of Conferences. – 2020. – 166. 04006
- Shchokin V. Degasification and removal of dust at mass explosions in pits using a humate reagent in the internal and external storage / V. Shchokin, V. Ezhov, O. Shchokina, E. Chasova // Ukrainian Journal of Ecology. – 2021.- №11(1)ю P.132-138.
- Shchokin V. Investigation into near-contour stresses in stoping with backfilling by the polarization-optical method // Stanislav Kulish, Vadim Shchokin, Vladimir Moshinskiy, Igor Karapa, Andrii Karnaukh // 3RD International conference on sustainable futures: environmental, technological, social and economic matters  24 - 27 may, 2022 / KRYVYI RIH, Ukraine.
- Shchokin V. Degasation and dust control methods in major blasts in the open pit of inguletsky ore mining and processing complex (INGOK). Research and industrial tests results / Gerasimchuk Olexander, Shchokin Vadym, Zamriy Sergii, Ezhov Vladislav // Ukrainian journal of ecology. – 2021, 11(8), 99-105, doi: 10.1 5421/2021_275.